# Белая книга Ридерха
Белая книга Ридерха (валл. Llyfr Gwyn Rhydderch) — один из наиболее известных валлийских манускриптов, написанный в середине XIV века. Это самое древнее собрание валлийской прозы, также в книге содержатся некоторые примеры ранней валлийской поэзии. Сейчас Белая книга Ридерха хранится в Национальной библиотеке Уэльса, до этого находилась в коллекции известного коллекционера Роберта Вогана и была сохранена его потомками.
Белая книга Ридерха состоит из двух отдельных томов: Peniarth MS 4 и Peniarth MS 5. Peniarth MS 4 содержит валлийские повести, сейчас известные как Мабиногион, Peniarth MS 5 (первая часть оригинального манускрипта) содержит христианские религиозные тексты на валлийском, по большей части переведённые с латыни.
Белая книга была скопирована в середине XIV века, вероятнее всего для Ридерха ап Ллуйда (ок. 1325—1400) из прихода Ллангейто в Кередигионе. Установлено, что переписчиков было пять, вероятнее всего они были из монастыря Страта Флорида, недалеко от дома Ридерха.